# FIS wereldkampioenschappen snowboarden 2015
De FIS wereldkampioenschappen snowboarden 2015 werden van 15 tot en met 25 januari 2015 gehouden in Kreischberg. Er stonden twaalf onderdelen op het programma, zes voor mannen en zes voor vrouwen. Nieuw op het programma was het onderdeel Big air voor vrouwen. Tegelijkertijd werden in Kreischberg de wereldkampioenschappen freestyleskiën 2015 georganiseerd.

## Programma
| Datum      | Tijd        | Mannen                         | Vrouwen                        |
| ---------- | ----------- | ------------------------------ | ------------------------------ |
| 15 januari | 08:45       | Snowboardcross (kwalificaties) | Snowboardcross (kwalificaties) |
| 16 januari | 08:30       | Halfpipe (kwalificaties)       | Halfpipe (kwalificaties)       |
| 16 januari | 11:45       | Snowboardcross (finales)       | Snowboardcross (finales)       |
| 17 januari | 18:00       | Halfpipe (finales)             | Halfpipe (finales)             |
| 19 januari | 08:30       | Slopestyle (kwalificaties)     | Slopestyle (kwalificaties)     |
| 21 januari | 11:00       | Slopestyle (finales)           | Slopestyle (finales)           |
| 22 januari | 08:15 13:00 | Parallelslalom                 | Parallelslalom                 |
| 23 januari | 08:15 13:30 | Parallelreuzenslalom           | Parallelreuzenslalom           |
| 23 januari | 14:00       | Big Air (kwalificaties)        | Big Air (kwalificaties)        |
| 24 januari | 18:00       | Big Air (finales)              | Big Air (finales)              |

## Medailles

### Mannen
| Onderdeel            | Goud | Goud               | Zilver | Zilver         | Brons | Brons             |
| -------------------- | ---- | ------------------ | ------ | -------------- | ----- | ----------------- |
| Big Air              | FIN  | Roope Tonteri      | CAN    | Darcy Sharpe   | USA   | Kyle Mack         |
| Halfpipe             | AUS  | Scotty James       | CHN    | Zhang Yiwei    | SLO   | Tim-Kevin Ravnjak |
| Parallelreuzenslalom | RUS  | Andrej Sobolev     | SLO    | Žan Košir      | AUT   | Benjamin Karl     |
| Parallelslalom       | ITA  | Roland Fischnaller | RUS    | Andrej Sobolev | SLO   | Rok Marguč        |
| Slopestyle           | USA  | Ryan Stassel       | FIN    | Roope Tonteri  | USA   | Kyle Mack         |
| Snowboardcross       | ITA  | Luca Matteotti     | CAN    | Kevin Hill     | USA   | Nick Baumgartner  |

### Vrouwen
| Onderdeel            | Goud | Goud               | Zilver | Zilver              | Brons | Brons           |
| -------------------- | ---- | ------------------ | ------ | ------------------- | ----- | --------------- |
| Big Air              | SUI  | Elena Könz         | FIN    | Merika Enne         | SUI   | Sina Candrian   |
| Halfpipe             | CHN  | Cai Xuetong        | ESP    | Queralt Castellet   | FRA   | Clémence Grimal |
| Parallelreuzenslalom | AUT  | Claudia Riegler    | RUS    | Alena Zavarzina     | JPN   | Tomoka Takeuchi |
| Parallelslalom       | CZE  | Ester Ledecká      | AUT    | Julia Dujmovits     | AUT   | Marion Kreiner  |
| Slopestyle           | JPN  | Miyabi Onitsuka    | AUT    | Anna Gasser         | SVK   | Klaudia Medlová |
| Snowboardcross       | USA  | Lindsey Jacobellis | FRA    | Nelly Moenne-Loccoz | ITA   | Michela Moioli  |

### Medailleklassement
| Plaats | Land             | Goud | Zilver | Brons | Totaal |
| 1      | Verenigde Staten | 2    | 0      | 3     | 5      |
| 2      | Italië           | 2    | 0      | 1     | 3      |
| 3      | Oostenrijk       | 1    | 2      | 2     | 5      |
| 4      | Finland          | 1    | 2      | 0     | 3      |
| 4      | Rusland          | 1    | 2      | 0     | 3      |
| 6      | China            | 1    | 1      | 0     | 2      |
| 7      | Japan            | 1    | 0      | 1     | 2      |
| 7      | Zwitserland      | 1    | 0      | 1     | 2      |
| 9      | Australië        | 1    | 0      | 0     | 1      |
| 9      | Tsjechië         | 1    | 0      | 0     | 1      |
| 11     | Canada           | 0    | 2      | 0     | 2      |
| 12     | Slovenië         | 0    | 1      | 2     | 3      |
| 13     | Frankrijk        | 0    | 1      | 1     | 2      |
| 14     | Spanje           | 0    | 1      | 0     | 0      |
| 15     | Slowakije        | 0    | 0      | 1     | 1      |
| Totaal | Totaal           | 12   | 12     | 12    | 36     |

## Organisatie
De organisatie (Austria Ski Veranstaltungsgesellschaft m.b.H.) ontving in 2014 een subsidie van € 762.105 vanuit de federale overheid van Oostenrijk, in het kader van een subsidieregeling voor grote sportevenementen. Daarnaast ontving de organisatie in 2015 subsidie van de deelstaat Stiermarken ter hoogte van € 1.000.000. Verder ontving de organisatie in 2015 nog eens € 10.000 subsidie van de deelstaat Stiermarken vanuit het subsidieprogramma "Bevordering van maatregelen voor duurzame ontwikkeling".